# Мартынов, Иван Иванович (партийный деятель)
Мартынов Иван Иванович (1905, неизвестно — 1943, неизвестно) — советский хозяйственный и партийный деятель, горный руководитель. 1-й секретарь Криворожского горкома КП(б) Украины. Жена - Мартынова Вера Карповна 1906 года рождения. 

## Биография
Родился в 1905 (по другим данным в 1906) году.
В 1920-х годах — бурильщик, бригадир, начальник участка, директор шахты «КИМ» рудоуправления имени Карла Либкнехта в Кривом Роге.
Окончил Московский горный институт. Член ВКП(б) с 1927 года.
В 1937—1939 годах — председатель ЦК Союза рабочих железорудной промышленности.
В 1939—1941 годах — первый секретарь Криворожского городского комитета КП(б)У.
С марта 1941 года — секретарь, заведующий рудным отделом Днепропетровского областного комитета КП(б)У.
26 ноября 1941 года значился среди руководящих работников Украины, эвакуируемых в восточные области СССР, находился в распоряжении военного совета Южного фронта.
Участник Великой Отечественной войны. Погиб в бою в 1943 году.